# Teatro Experimental Mogiano
O Teatro Experimental Mogiano foi criado em 1965 por iniciativa dos estudantes membros do Grêmio Estudantil “Ubaldo Pereira”, do então Instituto Washington Luiz, em Mogi das Cruzes. O TEM se transformou em associação cultural em abril do ano seguinte. Sua principal meta como associação era promover a arte e a cultura na região e como grupo teatral a produção dramática. A montagem que abriu as portas para o TEM foi “A Exceção e a Regra”, de Berthold Brecht, ganhando os principais prêmios do III Festival de Guanabara, em 66 (a peça teve remontagem em 2014 em comemoração aos 80 anos do colégio Washington Luiz). A partir dessa montagem Armando Sérgio, ex-secretário de cultura do município de Mogi das Cruzes, ingressou na ECA-USP em Artes Cênicas, que lhe daria a base para sua atuação política e cultural. 
Outro trabalho que teve grande repercussão foi “Em Tempo de Inconfidência” de Milton Feliciano, e, na realidade, foi a primeira montagem do TEM, vetada em todo o território nacional pela Ditadura Militar. 
Em 1967, a “Revolta de Canudos” (de Milton Feliciano) consagrou definitivamente  o TEM em São Paulo dentro do V FETAESP (Festival Estadual de Teatro Amador do Estado de São Paulo).

## Resistência cultural
De 68 a 70, o auditório da Escola Técnica Estadual Presidente Vargas (atual Diretoria de Ensino do município) foi a sede social e palco do TEM. Neste local, foram apresentados várias montagens, além apresentações e festivais de musicas. No fim dos anos 60, o grupo recebe a ordem de despejo. Miguel Nagib oferece, então, um galpão a Rua Dr. Cândido Vieira, 556 (onde hoje funciona uma clínica otontológica), para que fossem guardados os materiais do grupo. O local logo se transforma em um teatro de arena com 100 lugares, construído pelo próprio TEM, com aluguel pago pela prefeitura. Em 1970, a peça “Sem Eu”, de Benê Rodrigues (Integrante do TEM), participou do VIII FETAESP, conquistando os prêmios de melhor atriz (Clarice Jorge), melhor ator coadjuvante para (Ricardo Blat), melhor sonoplastia (Joaquim Rodrigues Neto) e melhor texto.

## Sem palco
Em 1974, Nicanor Paraguassú escreve ao prefeito na época, sensibilizado pelo heroísmo do TEM por ter construído e manter seu “Tenzinho”, solicitando que fosse estudado a construção de um teatro com maior estrutura para a população mogicruzense. No dia 5 de Março de 1977, o TEM realiza a peça “O Último Ensaio”, fechando as portas do “Tenzinho” a Rua Dr. Cândido Vieira, também por ordem de despejo, já que a prefeitura deixava de pagar o aluguel do prédio. A administração municipal prometia a reforma do Teatro Vasques como compensação. 
No dia 18 de Março de 1980, a prefeitura, em parceria com a secretaria do estado da cultura, entrega  o Teatro Vasques totalmente reformado ao município, representada pelos integrantes do TEM, com abertura oficial no dia 26 de Agosto, quando é rebatizado com o nome de “Teatro Municipal Paschoal Carlos Magno”, pelo secretário, Cunha Bueno. A primeira peça teatral encenada no novo teatro foi “A Visita da Velha Senhora" de Friedrich Durrematt, pelo TEM, com direção da própria Clarice Jorge. Teatro que seria novamente reformado e reinaugurado em dezembro de 2002, voltando a sua denominação de origem.

## Consolidação regional
Em 1984 surge o I FETAMC (Festival de Teatro Amador de Mogi das Cruzes), e o TEM é o vencedor com “Maria Minhoca”, de Maria Clara Machado. Em 1985, o TEM ganha o II Festam (Festival de Teatro Amador Mogiano), com “A Última Estação”, de Nelson Albissu, ganhadora, também, de vários prêmios na Capital e Baixada Santista (1984 a 1994). A partir de 1985, muitos outros grupos surgiram no Brasil inteiro e o profissionalização passou a ser essencial. Mogi ainda pode contar com seu festival de teatro com prestígio estadual até 1988, mas foi perdendo as forças, juntamente com o término da FETAMC (Federação de Teatro Amador de Mogi das Cruzes).

## Atividades paralelas
Paralelamente às montagens, o TEM realizou eventos para a arrecadação de fundos para os seus espetáculos, chegando a promover "shows" juntamente com os estudantes universitários da UMC, festivais de música e oficinas teatrais. Durante estes quarenta anos, o grupo apresentou mais de 80 trabalhos, participando ativamente da história cultural do município e Região. Nas décadas de 80 e 90, sem sede própria, o grupo contou com um grande apoio, o Colégio São Marcos, sempre oferecendo seu espaço para os ensaios, aperfeiçoamento e montagens teatrais. De 1995 até 2005, a diretoria de ensino de Mogi das Cruzes abriu as portas para o TEM ocupar o Auditório “Professor José Veiga”, primeiro reduto dos integrantes do TEM, agora sob direção de José Robson Santos, que permaneceu na coordenando os trabalhos do grupo de 1995 até 2010. 

## Parcerias
Nos últimos anos, o TEM investiu em parcerias para a difusão da arte e de cultura, unindo várias instituições e artistas, levando oficinas para o público escolar, gratuitamente, e oferecendo outras a preços populares.  E através da Marcela Campos - Escola de Bailado, Instituto Musical Mogi das Cruzes, Underground - Escola de Música, Vinícius Drums, Bar Baratotal, Ballet Danielle Bittencourt, Fernanda Moretti, Yázigi International, ACIMC, Fugi Group, EACV, Diretoria de Ensino de Mogi das Cruzes, Departamento Municipal de Cultura,  Secretaria de Estado da Cultura de São Paulo, entre outros, os projetos do TEM atenderam mais de 25 Mil pessoas diretamente e cerca de 54.000 estudantes indiretamente, mostrando que a arte teatral tem que estar ligada a todas as manifestações artísticas e que a atuação do TEM vai além do tradicional Palco-platéia.

## Criação de um centro de aprendizado cultural
Em 1997, o NAC (Núcleo de Arte e Cultura)  foi criado tendo como principal objetivo o de promover oficinas artísticas para os integrantes do TEM, auxiliando no aprimoramento da qualidade técnica dos atores. Em 1998, o NAC abriu suas portas para a comunidade chegando a abrigar mais de quatrocentos associados, oferecendo oficinas de teatro adulto e para crianças, vários estilos de dança, canto coral, violão, óleo sobre tela, desenho artístico, história em quadrinhos. Nunca esquecendo sua principal função, o TEM continuou com suas montagens. Com sua nova formação, entre 1994 e 2004 montou: "Judas em Sábado de Aleluia", "Yerma"; "Palhaços"; "O Marinheiro"; "Luana da Terra, Apolo do Céu"; "A Longa Jornada que Vai de zerO a eNe"; "O Curso de Amor", "As Rosas"; "A Ver Estrelas"; "Bebs" e "Encantamentos". 
Em 2004,a equipe "Arte e Palco", que mais tarde se tornaria um grupo independente de contação de histórias, tendo por finalidade o aperfeiçoamento de educadores e artistas para a formação de narração de histórias e a produção de teatro de fantoches. Além disso, realiza apresentações com contação de histórias e bonecos de espuma, com temas voltados para a socialização, o conteúdo programático escolar e a educação ambiental.

## Páginas do grupo
- Contadores de Histórias e Teatro de Fantoches
- Página da prefeitura de Mogi, com destaque para o trabalho do grupo